# Gracililamia ecuadorensis
Gracililamia ecuadorensis är en skalbaggsart som beskrevs av Stefan von Breuning 1961. Gracililamia ecuadorensis ingår i släktet Gracililamia och familjen långhorningar. Inga underarter finns listade i Catalogue of Life.